# Шенкер, Генрих
Генрих Ше́нкер (нем. Heinrich Schenker; 19 июня 1868, Вишневчик, Австро-Венгрия — 13 января 1935, Вена) — австрийский теоретик музыки и педагог. Разработал оригинальный метод анализа тональной музыки классико-романтического периода, который приобрёл большую популярность в музыковедении и в музыкальном образовании США.

## Очерк жизни и научной деятельности
Родился в многодетной еврейской семье в местечке Вишневчик на западной Украине. В 1881 учился в Лемберге у К. Микули как пианист, в 1884 году переехал в Вену. В 1890 окончил Венскую консерваторию, где учился игре на фортепиано (класс Э. Людвига), изучал композицию (классы Ф. Кренна и И. Н. Фукса), гармонию и контрапункт (класс А. Брукнера). Работал как пианист-аккомпаниатор (в частности, с баритоном И. Мессхартом), давал уроки фортепиано и теории музыки.
На протяжении жизни Шенкер не занимал никаких постов в академических музыкальных учреждениях Австрии и других стран, жил и публиковался за счёт частных уроков и пожертвований меценатов, среди которых были Альфонс Ротшильд, Софи Дойч, Роберт Брюнауэр, обеспеченные ученики Шенкера А. ван Хобокен и В. Фуртвенглер.
В трёх томах своего труда «Новые музыкальные теории и фантазии» («Гармония», 1906; «Контрапункт», 1910/1922 [в двух частях]; «Свободное письмо», 1935; все опубликованы в Вене) разработал оригинальный метод музыкального анализа (главным образом, гармонического и мелодического). Начиная с 1930-х гг. представлял многоголосное сочинение как совокупность иерархически связанных слоёв (нем. Schichten), которые путём последовательного снятия — «редукции» — можно свести к элементарному мелодико-гармоническому остову (названному им Ursatz) и, в конечном итоге, к мажорному или минорному трезвучию. Единую фундаментальную логику композиции, основанной на мажорно-минорой гармонии, Шенкер обобщал с помощью латинской фразы Semper idem, sed non eodem modo («Всегда одно и то же, но не одним и тем же образом»), которую неустанно воспроизводил в своих поздних работах.
Для демонстрации выведения из «живой» музыки урзаца Шенкер разработал своеобразную нотацию, где иерархически разные слои символизируют ноты разной длительности (и разного раштра), например, половинные показывают высший уровень иерархии, четверти — второй и т. д..
Гармонический анализ, предъявленный автором на тщательно подобранном, непротиворечивом музыкальном материале барочной и классико-романтической тональной музыки, работает лишь отчасти или вовсе не работает по отношению к музыке других эпох и стилей. Шенкер жёстко критиковал музыку современных ему композиторов (например, М. Регера и Р. Штрауса, отчасти даже своего учителя А. Брукнера), а в сочинениях композиторов доклассической эпохи (например, у Г. Л. Хаслера) находил «нездоровое отношение гармонического содержания горизонтали и вертикали», а то и (например, у Я. П. Свелинка) их «безобразную диспропорцию», то есть, рассматривал старинную гармонию не согласно её собственным законам, а только с той точки зрения, насколько композитор «интуитивно прозревает» в ней законы мажорно-минорной тональности классического типа. Оценочные суждения Шенкера зачастую носят декларативный характер, так, например, монографию о Девятой симфонии Бетховена (1912) Шенкер посвятил «памяти последнего мастера немецкой музыки Иоганнеса Брамса». В хронологической и стилистической ограниченности аналитического материала исследователи видят «антиисторизм» учения Шенкера.

## Основные термины и понятия
Термины и понятия теории Шенкера формировались постепенно. Некоторые из них (мотив, модуляция, септаккорд и др.), фигурировавшие в трудах 1900-х и 1910-х гг., в позднейшем труде (1935) были трактованы иначе, при этом Шенкер никак не констатировал свою ревизию или даже отмену понятий и методик, которые он прежде отстаивал.
- Центральное понятие в теории (позднего) Шенкера — Auskomponierung (англ. elaboration, чаще prolongation) — разработка элементов «вертикальной» тональной структуры (интервалов и аккордов) в «горизонтальном» / линейном измерении конкретного музыкального произведения — с использованием разнообразной фактуры, неаккордовых тонов, хроматики, клишированных мелодических приёмов. В США в качестве перевода Auskomponierung закрепился термин «пролонгация», который был также заимствован у Шенкера, но понимался им в другом смысле[19].

Одной из техник пролонгации, описываемых Шенкером, является «развёртывание» (нем. Ausfaltung, англ. compositional unfolding, часто просто unfolding), под которым понимается конкретный мелодический приём — объединение двух голосов в пределы одной мелодической линии, которое достигается попеременными скачками от одного голоса к другому. Другие техники пролонгации (все описаны в трактате «Свободное письмо») — Brechung (англ. arpeggiation арпеджирование), Unterbrechung (англ. interruption, прерывание), Höherlegung / Tieferlegung (англ. register transfer, октавная смена регистра), Zug (англ. linear progression, мелодический ход), Übergreifen (англ. reaching over, перехват сверху), Untergreifen (англ. motion from an inner voice, перехват снизу), Koppelung (англ. coupling, стыковка), Anstieg (англ. initial ascent, начальный подъём).
В русских учениях о гармонии (без какого-либо влияния Шенкера) для описания типовых способов реализации лада-схемы (не только аккордовой последовательности, но и любого звукоряда) в динамике музыкального произведения используются термины «развёртывание», «разработка», «показ», например, разработка аккорда, разработка побочных ступеней, показ доминанты через наложение на органный пункт линеарных гармоний, развёртывание лада через обход ступеней и т. д.
- Urlinie (англ. primordial line, fundamental line) — «урлиния»; любая пролонгированная «горизонталь» может быть сведена («редуцирована») к мелодическому остову, «линейному прообразу».
- Ursatz (англ. primordial composition, fundamental structure) — «урзац»; мелодико-гармонический остов («прообраз») тональной композиции, трактуемый схематически, без метроритмических указаний.
- Stufengang (англ. scale-step progression) — обход ступеней; pars pro toto: имеются в виду ходы на акустически наиболее сильные — квинтовые — интервалы[20].
- Tonikalisierung (англ. tonicalization) — «тоникализация», превращение любой нетонической ступени исходного диатонического звукоряда во временную тонику (в русском учении о гармонии — часть учения о переменных функциях и субсистемах).

## Рецепция
Метод анализа музыки «по Шенкеру» не получил сколько-нибудь значительного резонанса на родине автора при его жизни. Зато после смерти Шенкера он приобрёл огромную популярность в музыкальном образовании и музыкальной науке США (см. Schenkerian analysis). Активным проводником идей Шенкера стал эмигрировавший в США его ученик Освальд Йонас, который выступил в качестве редактора и комментатора английских переводов трактатов своего учителя, пропагандировал его в монографии (1934) и статьях. Другой ученик и апологет Шенкера (также эмигрант) Феликс Зальцер предпринял попытку (1952) распространить аналитический метод Шенкера на западноевропейскую музыку в диапазоне от полифонии Средневековья до некоторых композиторов XX в. (Барток, Прокофьев). Поскольку у Зальцера (как и у его учителя) в арсенале не было модальности, вся обозримая музыка (в том числе Перотин, Машо, Джезуальдо и Лассо, всего более 500 нотных примеров) анализируется им с точки зрения широко трактуемой тональности (англ. tonal coherence). Вклад в популяризацию теорий Шенкера внёс видный американский музыковед Аллен Форт.
В последние десятилетия XX века Шенкер был ре-экспортирован в западную Европу. В Германии его аналитический метод ныне известен под названием «Reduktionsanalyse». Адептом теорий Шенкера в конце XX и начале XXI веков выступает видный бельгийский музыковед Николя Меюс.
В России отдельные термины и методики Шенкера встроил в своё учение о гармонии Ю. Н. Холопов. Так, графику шенкеровских схем (так называемые нем. Urlinie-Tafeln) он отчасти перенял для своих аналитических схем, показывающих ладовые устои и неустои. Термин «обход ступеней», родственный шенкеровскому Stufengang (букв. «ступенный ход»), Холопов употреблял в другом нежели у Шенкера смысле, для описания каденционных планов старинных модальных ладов.

## Сочинения
- Harmonielehre. — Wien, 1906 (= Neue musikalische Theorien und Phantasien. Bd. 1);
  - англ. перевод: Harmony. / English transl. by Elisabeth Mann Borgese, ed. by Oswald Jonas. — Chicago: The University of Chicago Press, 1954 (с купюрами оригинала).
- Kontrapunkt. — Wien, 1910 (Teil 1); — Wien, 1922 (Teil 2) (= Neue musikalische Theorien und Phantasien. Bd. 2);
  - англ. перевод: Counterpoint. Transl. by John Rothgeb and Jürgen Thym, ed. by John Rothgeb. — New York: Schirmer Books, 1987.
- Beethovens neunte Sinfonie: eine Darstellung des musikalischen Inhaltes unter fortlaufender Berücksichtigung auch des Vortrages unter der Literatur. — Wien: Universal Edition, 1912.
- Der Tonwille. Flugblätter zum Zeugnis unwandelbarer Gesetze der Tonkunst einer neuen Jugend dargebracht. — Wien: Tonwille-Flugblätterverlag, 1921—24 (журнал, издававшийся Шенкером и состоявший исключительно из его авторских статей);
  - англ. перевод: Der Tonwille. Pamphlets in witness of the immutable laws of music. / Ed. by William Drabkin, transl. by Ian Bent. — New York: Oxford University Press, 2004—05.
- Das Meisterwerk in der Musik. — München, 1925—30 (ежегодник, издававшийся Шенкером и состоявший только из его статей: Nr. 1, 1925; Nr. 2, 1926; Nr. 3, 1930).
- Fünf Urlinie-Tafeln. — Wien, 1932;
  - англ. перевод: Five graphic music analyses. With a new introduction and glossary by Felix Salzer. — New York: Dover, 1969.
- Der freie Satz. — Wien, 1935 (Neue musikalische Theorien und Phantasien. Bd. 3);
  - англ. перевод: Free composition. Transl. and ed. by Ernst Oster. — New York: Longman, 1979;
  - рус. перевод: Свободное письмо / перевод Б. Т. Плотникова. — Т. 1—2. — Красноярск: Красноярская государственная академия музыки и театра, 2003. — 152, 127 сс.